# Patrícia Teixeira
Patricia Teixeira Ribeiro (Caieiras , 28 de setembro de  1990) é uma basquetebolista profissional brasileira que atua como Ala-armador.
Patty fez parte do elenco da Seleção Brasileira de Basquetebol Feminino no Pan de Lima de 2019, em Lima.